# Бродско-посавска жупания
Бродско-посавска жупания e една от 21 жупании в Хърватия. Разположена е в Източна Хърватия, в южната част на историческата област Славония. Заема площ от 2030 км². Главен град на жупанията е Славонски брод. Друг голям град в жупанията е Нова Градишка. 

## Общини
Бродско-посавска жупания е съставена от 26 общини.
- Бебрина
- Бродски Ступник
- Буковле
- Велика Копаница
- Върбе
- Върполе
- Гарчин
- Горна Върба
- Горни Богичевци
- Гундинци
- Давор
- Дони Андрйевци
- Драгалич
- Клакар
- Нова Капела
- Окучани
- Оприсавци
- Ориовац
- Подцъркавле
- Решетари
- Сибин
- Сикиревци
- Славонски Шамац
- Стара Градишка
- Старо Петрово Село
- Церник

## Население
Според преброяването през 2011 година Бродско-посавска жупания има 158575 души население. Според националната си принадлежност населението на жупанията има следния състав:
- хървати 95%
- сърби 2,6%
- цигани 0,7%
- бошняци 0,3%